# 3C (결혼)
3C는 일본의 거품 경제 붕괴 후 일본에서 여성이 결혼 상대로 요구 조건을 나타내는 말이다. 심리학자 오구라 다카노가 제창하였다.

## 3개의 C
3개의 C는 다음 단어의 머리 글자로 구성된다.
- Comfortable - 본래의 뜻은 "편안한"이지만 의역하여, "충분한 급료"를 뜻한다. 일반적으로 연봉 700만엔 이상이다.
- Communicative - 동일한 가치관과 라이프 스타일이여야 한다.
- Cooperative - 본래의 뜻흔 "협조하는"이지만 의역하여, "가사를 잘 해 준다"를 뜻한다.